# كيفن سيمون
كيفن سيمون (بالإنجليزية: Kevin Simon)‏ هو لاعب كرة قدم أمريكية أمريكي، ولد في 12 يونيو 1983 في والنوت كريك في الولايات المتحدة.